# Hellabrunner Mischung
Die Hellabrunner Mischung ist eine Lösung der Narkosemittel Xylazin und Ketamin in einer Mischspritze zur Betäubung von Tieren.

## Geschichte
Die Mischung wurde von Henning Wiesner, dem ehemaligen Direktor des Tierparks Hellabrunn, für die Verwendung in Injektionsspritzen entwickelt, die mit einer speziellen Druckluftwaffe oder einem Blasrohr verschossen werden.

## Zusammensetzung
Die modifizierte Hellabrunner Mischung ist eine wässrige Lösung mit 125 mg Xylazin/ml und 100 mg Ketamin/ml.

## Dosierung
Die Hellabrunner Mischung zeichnet sich durch höchste Wirksamkeit bei kleinstem Volumen aus, da bereits eine sehr geringe Dosis zu einer tiefen und schmerzfreien Narkose führt. Pro 10 kg Körpermasse sind nur Mengen zwischen 0,2 und 0,6 ml – abhängig von der Tierart – notwendig. Die gegebenenfalls einige Stunden andauernde Wirkung ermöglicht auch größere Eingriffe wie Operationen. Die geringe Menge ist die Voraussetzung, um eine kleine Injektionsspritze mit Blasrohr oder Druckluftwaffe verschießen zu können. In der Regel kann bis zu 10 ml Lösung verschossen werden, jedoch ist bei Volumina über 5 ml eine vollständige Entleerung der Spritze nicht zuverlässig gegeben.
Die Wirksamkeit der Hellabrunner Mischung ist auch abhängig vom Erregungszustand des Tieres. Bei ruhigen und entspannten Tieren wirkt sie effektiv; Hetze oder Aufgeregtheit, wie z. B. durch Zwangsmaßnahmen ausgelöst, führen zu einer unzuverlässigen Wirkung.
Die Hellabrunner Mischung darf nur von einem Tierarzt oder einer eingewiesenen und sachkundigen Person angewendet werden.

## Anwendung
Die Injektion erfolgt am günstigsten intramuskulär in die Oberschenkelmuskulatur.
Die Spritze, die verschossen wird, ist als Pfeil gestaltet, hat einen unter Gasdruck stehenden Kolben und ein befiedertes Ende. Die Kanüle ist oft mit Widerhaken versehen und hat eine seitliche Austrittsöffnung, die mit einem kleinen Gummi- oder Silikonring verschlossen ist. Dringt die Kanüle in das Muskelgewebe ein, wird der Ring zurückgeschoben und die Lösung wird injiziert.
Das Blasrohr wird zumeist – insbesondere auf kurzer Distanz – bevorzugt benutzt, da es wegen seiner Lautlosigkeit und der geringeren Verletzungsgefahr durch zu tiefes Eindringen der Spritze Vorteile bietet.
Eine Distanzinjektion ist die belastungsärmste Art, ein Tier zu betäuben. Zudem wird die Gefahr von Angriffen durch gefährliche Tiere wesentlich gemindert, da außerhalb der Fluchtdistanz oder hinter einem Absperrgitter geschossen werden kann.

## Trivia
In der Folge Tierisch tödlich der Krimiserie SOKO Wien wird mit der Hellabrunner Mischung ein Tierarzt ermordet.
Kommissarin Lindholm erleidet in der Tatort-Folge Vergessene Erinnerung zusätzlich zur Betäubung eine retrograde Amnesie und Halluzinationen unter dem Einfluss der Mischung.
In der Folge Klare Worte der Serie Die Rettungsflieger wird die Besitzerin einer Straußenfarm durch einen Betäubungspfeil mit Hellabrunner Mischung verletzt.